# Речиця-об-Пакі
Речиця-об-Пакі (словен. Rečica ob Paki) — поселення в общині Шмартно-об-Пакі, Савинський регіон, Словенія. Висота над рівнем моря: 310,3 м.